# Organizzazione Nazionale degli Scout Russi
Il Organizzazione Nazionale degli Scout Russi (russo: Национальная Организация Русских Скаутов, НОРС), precedentemente Concilio degli Scout Russi, è stata una delle due principali organizzazioni russe di scout in esilio, nata il 22 marzo 1921, di carattere prevalentemente liberale.

## Storia

### Fondazione
L'associazione nacque il 22 marzo 1921 col nome di "Concilio degli Scout Russi" in seguito di congresso generale di capi scout russi tenutosi a Costantinopoli sotto la guida di Oleg Pantyukhov, fondatore degli scout russi ai tempi dell'Impero Russo di Nicola II ed andato in esilio dopo la rivoluzione russa, che soppresse lo scautismo, come emigrato bianco.
Di ambizione mondiale, ben presto l'associazione raccolse la maggior parte degli scout russi andati in esilio dopo il consolidamento del regime sovietico, chiamata talvolta anche coi nomi di "Organizzazione degli Scout Russi oltre le Frontiere" e "Associazione Nazionale degli Scout Russi"
Venne così riconosciuta dall'Organizzazione Mondiale del Movimento Scout (OMMS) nel 1922, prendendo parte attiva alla vita scout mondiale già dal 2º Jamboree mondiale dello scautismo del 1924.
Dal 1926 vennero introdotti i distintivi che vengono utilizzati tuttora, il giglio per gli scout e il per le guide tre bucaneve sovrastati da un'effige di San Giorgio.
Tra il 1929, anno della partecipazione al 3º Jamboree mondiale dello scautismo, il più grande della storia, ed il 1930 il Concilio cambiò ufficialmente nome in Organizzazione Nazionale degli Scout Russi, che mantiene tuttora, stabilendo la sua sede generale a Bruxelles, successivamente a Belgrado.
In questo periodo vi fu la scissione operata dal capo scout Pavel Nikolayevich Bogdanovich, per contrasti con l'amministrazione, da cui nacque l'odierna Organizzazione Nazionale degli Esploratori Russi (НОРР), di carattere fortemente nazionalista e anticomunista.
L'associazione partecipò seguitamente anche al 4º Jamboree mondiale dello scautismo del 1933 ed al 5º Jamboree mondiale dello scautismo del 1937, l'ultimo prima dello scoppio della seconda guerra mondiale.

### Seconda guerra mondiale e dopoguerra
Durante la guerra, le attività dell'HOPC vennero soppresse sia dalla Germania Nazista che dai territori da essa occupati, ma i suoi scout continuarono le azioni in clandestinità e nei territori liberi. L'HOPP (che dopo la guerrà rimase attiva anche negli Stati Uniti d'America, come organizzazione non affiliata) invece continuò alla luce del sole, arrivando a promuovere l'adesione all'Armata Russa di Liberazione, filo-nazista, che racimolò anche diverse frange dell'HOPC, dal quale tuttavia molti emigrarono nelle file della resistenza francese.
Dopo la guerra, reparti di scout russi furono fondati in diversi campi di sfollati in Austria e Germania Ovest. Nel campo dei profughi di Monchehof, ad esempio, scout russi si occuparono della posta poste ed emisero anche dei francobolli. Così il 14 e 15 novembre 1945 si tenne a Monaco di Baviera una "Conferenza degli Scout Russi Sfollati" dalla quale nacque l'Organizzazione dei Giovani Esploratori Russi (ОРЮР) e alla cui guida fu scelto Oleg Pantyukhov, che si ritrovò quindi ad essere a capo delle due più importanti organizzazioni di scout russi in esilio, l'HOPC e l'ОРЮР. Egli cercò di unire le due associazioni per anni, ma, fallendovi, rassegnò le dimissioni dall'ОРЮР nel 1957.
Siccome entrambe non sono nate dal nulla, si considerano entrambe legittime eredi della prima vera associazione scout russa, fondata da Oleg Pantyukhov nel 1914, la società "Scout Russo" (Русский Скаут, Russkiy Skaut).
I destini delle due associazioni rimasero quindi distinti, l'HOPC venne espulsa dall'OMMS nello stesso anno della Conferenza mentre l'ОРЮР divenne parte della "Divisione degli Scout Sfollati" dal 1947 al 1950. Rimaserò però sempre affiancate negli eventi internazionali, partecipando entrambe insieme al 7º Jamboree mondiale dello scautismo del 1951, ed al 9º Jamboree mondiale dello scautismo del 1957 insieme al resto degli eventi mondiali per il festeggiamento dei 50º anniversario dello scautismo dello stesso anno e successivamente anche al 10º Jamboree mondiale dello scautismo del 1959.
Oleg Pantyukhov morì il 28 ottobre 1973 e l'associazione curò sempre l'emissione di annulli di francobolli in sua memoria.

### Fine dell'esilio
Durante la guerra fredda diversi ragazzi delle associazioni diplomatiche sovietiche divennero membri dell'HOPC o degli Scout delle Nazioni Unite loro avverse. Alla dissoluzione dell'Unione Sovietica nel 1991, HOPC e ОРЮР lavorarono insieme per ricostruire lo scautismo in Russia, Ucraina e Bielorussia, dando così fine all'esilio pur rimanendo attive in tutto il globo, specie in Australia.